# Andrej Mironov
Andrej Aleksandrovitsj Mironov (Russisch: Андрей Александрович Миронов) (Moskou, 7 maart 1941 - Riga, 16 augustus 1987) was een Russische acteur en zanger ten tijde van de Sovjet-Unie.

## Biografie

### Jeugd
Andrej Mironov werd als Andrej Menaker geboren in Moskou. Zijn ouders Aleksandr Menaker en Maria Mironova waren beiden bekende acteurs. Hoewel 7 maart als officiële geboortedatum van hem werd aangegeven, beweerden zijn ouders dat hij op 8 maart zou zijn geboren. Na de antisemitische golf die begin jaren 50 opkwam veranderden zijn ouders uit veiligheid de naam van hun zoon van het joodse Menaker naar het Russisch klinkende Mironov.

### Carrière

#### Beginjaren
In 1952 probeerde Mironov op elfjarige leeftijd auditie te doen voor een rol in de speelfilm Sadko, maar hij werd afgewezen door regisseur Aleksandr Ptoesjo.  In 1960 werd hij gecast voor de film A jesli eto ljoebov? waarin hij de rol van Pjotr speelde. De film kwam twee jaar later uit en werd een succes, hoewel zijn personage erg bekritiseerd werd door de media. Na het afstuderen aan de theaterschool kreeg hij het verzoek om te spelen voor het Moskouse Theater van Satire, wat hij accepteerde. Tussen 1962 en 1964 speelde Mironov mee in zes verschillende toneelstukken.

#### Doorbraak
In 1964 speelde Mironov zijn eerste grote hoofdrol in een film. In de film God kak zjien over de grondleggers van het communisme, speelde Mironov de rol van Friedrich Engels. Twee jaar later speelde hij in de film Beregis avtomobilja, dat vele prijzen op internationale filmfestivals in de wacht sleepte. Hierna ging Mironov voor korte tijd weer het theater in, maar in 1969 werd hij gecast voor een rol in de film Brilliantovaja roeka als Gennadi Kozodojev, de antagonist in de film. De film wordt een groot succes, maar liefst 77 miljoen mensen zien de film, een record. Dit betekende de grote doorbraak voor Mironov als acteur.

#### Successen
Begin jaren zeventig speelde Mironov de hoofdrol in vele films, waaronder Semejnoje stsjastje (1970), Dostojanie respoebliki (1971), Neverojatnye prikljoetsjenia italjantsev v Rossii (1973) en Solomennaja sjljalka (1974). Hierna volgde voor Mironov de onderscheiding Geëerd Kunstenaar van de Russische Federatie. Na deze filmsuccessen ging Mironov op tournee naar onder andere Kazachstan en Polen. In 1977 kwam hij weer terug op het scherm als Ostap Bender in een verfilming van 12 stoeljev, naar het verhaal van Ilf en Petrov.

#### Eindjaren
Begin jaren tachtig speelde Mironov mee in circa tien films. Hij speelde toen de hoofdrollen in de films Naznatsjenie (1980), Boedte moim moezjem (1981) en Blondinka za oeglom (1984). De laatste jaren van zijn leven hield Mironov zich vooral bezig met theater en speelde over heel de Sovjet-Unie.

#### Dood
Op 7 augustus 1987 kom Mironov's goede vriend en acteur Anatoli Papanov te overlijden. De twee speelden onder andere samen in de films Brilliantovaja roeka en 12 stoeljev. Dit was een grote klap voor Mironov. Tijdens een uitvoering van het stuk Bezoemnyj den, ili Zjenitba Figaro op 14 augustus in Riga verloor hij zijn bewustzijn op het podium. Hij werd afgevoerd naar het ziekenhuis en werd gediagnosticeerd met een hersenbloeding. Andrej Mironov overleed twee dagen later, op 16 augustus 1987, op 46-jarige leeftijd.

## Onderscheidingen
- Volksartiest van de Russische Federatie
- Medaille voor Arbeidsmoed

- Bibsys: 9011540
- Bibliothèque nationale de France: cb16013957c (data)
- Gemeinsame Normdatei: 119040069
- International Standard Name Identifier: 0000 0000 6312 7560
- Library of Congress Control Number: no91019056
- Nationale Bibliotheek van Letland: 000048956
- MusicBrainz: de02a26b-e003-4a51-8720-7262eaa98f9b
- Nationale Bibliotheek van Tsjechië: jn20010525140
- Nationale Bibliotheek van Israël: 987007462249305171
- Trove: 1459007
- Virtual International Authority File: 20481720
- WorldCat: E39PBJktkwyBRcTTJdp9VrWxDq